# 缕丝花
缕丝花（学名：Gypsophila elegans），又名滿天星、霞草、丝石竹，是石竹科石头花属的植物。

## 分佈
分布在土耳其、高加索、伊朗、欧洲等地。

## 外部連結
1. ↑  华北经济植物志要